# Burow (Großwoltersdorf)
Burow ist ein Straßendorf in der Gemeinde Großwoltersdorf im Landkreis Oberhavel, Brandenburg. Der Name wird auf slawisch bobr (Biber) zurückgeführt.
Innerhalb seiner Gemarkung befand sich bereits in der Altsteinzeit vor etwa 10.000 Jahren ein Rastplatz spezialisierter Rentierjäger aus der Ahrensburger Kultur und in der Mittleren Steinzeit vor etwa 8000 bis 3000 Jahren ein Siedlungsplatz. Danach blieb das Gebiet lange unbesiedelt. Im Mittelalter existierte für etwa 250 Jahre ein Ort südlich des heutigen Dorfes.
Burow wurde 1530 erstmals urkundlich als wüste Feldmark erwähnt, die damals zum Kloster Lindow gehörte. 1753 wurde sie dem Menzer Förster Kummer in Erbzins überlassen und der Ort als Kolonistensiedlung wiedergegründet. Laut Erbzinsverschreibung sollten 20 „ausländische“, d. h. nicht aus Preußen stammende Familien und ein kleiner Gutsbetrieb angesiedelt werden. 1754 waren schon 13 Kolonisten angeworben und 16 Häuser und das Vorwerk errichtet. 1799 waren 21 Feuerstellen nachgewiesen, und Burow war nach Zernikow eingepfarrt. Der Überlieferung nach betrieben die Bewohner neben der Land- und Forstwirtschaft auch das Schuhmacherhandwerk und – wegen der Nähe der Grenze zu Mecklenburg-Strelitz – Schmuggel.
1755 erwarb Michael Gabriel Fredersdorf, der Kämmerer Friedrichs II., den Ort. Er ließ zwischen Zernikow und Burow eine Allee aus Maulbeerbäumen anlegen, die der Fütterung von Seidenraupen diente. Nach dem Tode Fredersdorfs 1758 ging Burow mit dessen anderen Besitztümern an seine Witwe über, die 1760 den Geheimen Stiftsrat zu Quedlinburg Hans Freiherrn von Labes heiratete. In dessen Familie wurden die Güter weitervererbt, bis sie 1855 an Karl Otto Ludwig von Arnim kamen und 1861 an dessen Nichten und Neffen, die Kinder von Karl Friedrich Joachim Ludwig von Arnim. 1840 erreichte Burow mit 246 Einwohnern seine maximale Einwohnerzahl, die aber bis 1875 auf 24 sank und bis 1946 wieder auf 178 anwuchs.
Der Ort besteht aus zwanzig Doppelhäusern (zum Teil umgebaut) und dem Gutshaus, alle entlang einer einzigen von Bäumen gesäumten Straße gelegen, deren Verlängerung nach Neuglobsow und Buchholz führt. Am Ostrand des Ortes verläuft die Straße zwischen Zernikow und Altglobsow, entlang welcher auch die Grenze zu Mecklenburg-Strelitz verlief.
Wegen schlechter Bodenqualität wurden viele Ackerflächen aufgegeben und wieder aufgeforstet. 1944 waren nur noch 20 % der Gemarkung Ackerfläche. 1928 wurde Burow an das Stromnetz angeschlossen, aber erst 1974 an die öffentliche Wasserversorgung.
Am 1. Januar 1957 wurde Burow nach Altglobsow eingemeindet und kam mit diesem am 30. April 1974 zu Zernikow und am 27. September 1998 zu Großwoltersdorf.
Auf einem Hügel wenige 100 m westlich des Dorfs liegen Gräber der Zernikower Seitenlinie der Familie von Arnim. Am östlichen Ortsausgang befindet sich der Grabstein eines kurz nach dem Zweiten Weltkrieg verunglückten sowjetischen Soldaten.